# Jeremy Irons

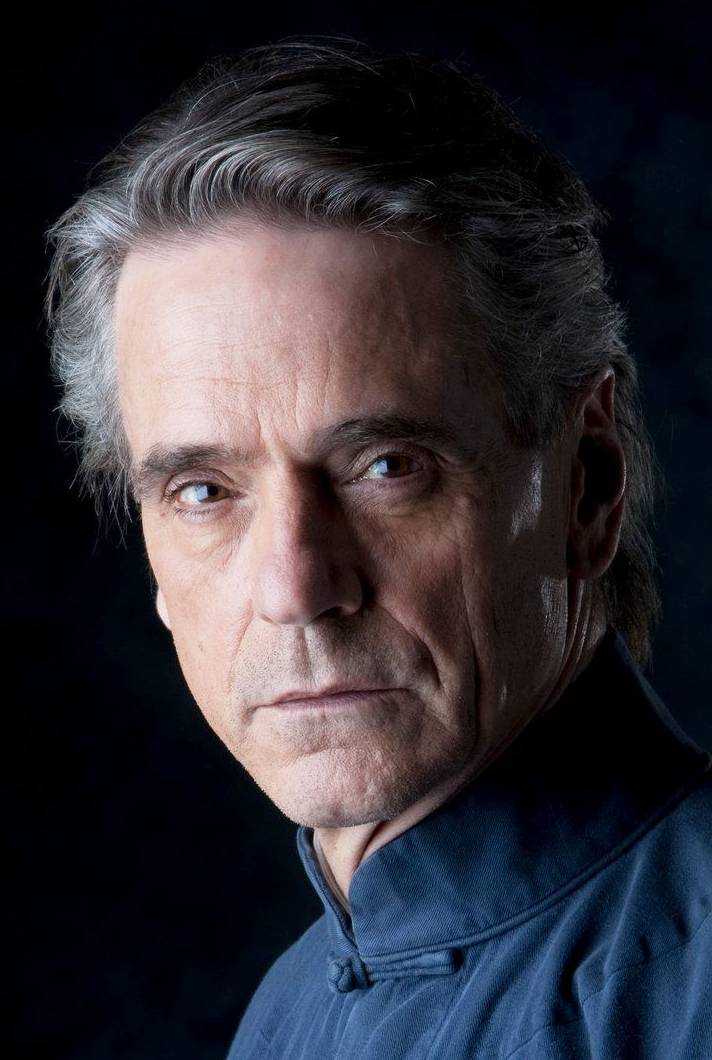
Jeremy Irons (2014)

Jeremy John Irons (* 19. September 1948 in Cowes, Isle of Wight) ist ein britischer Schauspieler, Oscar- und Golden-Globe-Preisträger.

## Leben
Jeremy Irons wurde als Sohn von Barbara Anne und Paul Dugan Irons geboren. Seine Mutter war Hausfrau, sein Vater Buchhalter. Sein Urgroßvater war einer der ersten Polizisten des Metropolitan Police Service in London und später ein Chartist. Irons hat einen älteren Bruder und eine ältere Schwester.
Irons, der ursprünglich Tierarzt werden wollte, wirkte ab den 1970er Jahren in mehreren Fernseh- und Theaterproduktionen mit, bevor ihm 1981 mit der Hauptrolle in dem ITV-Mehrteiler Wiedersehen mit Brideshead und in Die Geliebte des französischen Leutnants der Durchbruch gelang. Schon bald war er einer der gefragtesten Charakterdarsteller Hollywoods und Europas.
1988 spielte er in Die Unzertrennlichen von David Cronenberg eine Doppelrolle, die ihm viel Lob einbrachte. Für seine Darstellung des Claus von Bülow in Die Affäre der Sunny von B. bekam er 1991 den Oscar als bester Hauptdarsteller. 1993 arbeitete er für M. Butterfly erneut mit Cronenberg zusammen. 1994 sprach er für den Disney-Film Der König der Löwen den bösen Löwen Scar.
Besonders bekannt wurde er 1995 durch seine Rolle des Bösewichts in Stirb langsam: Jetzt erst recht mit Bruce Willis und Samuel L. Jackson. 1997 spielte er in Lolita und der Alexandre-Dumas-Verfilmung Der Mann in der eisernen Maske mit. 2006 stand er nochmals mit John Malkovich für den Film Eragon – Das Vermächtnis der Drachenreiter vor der Kamera. Die beiden hatten zuvor bereits für Der Mann in der eisernen Maske zusammengearbeitet. Im Jahr 2007 erhielt Irons den Golden Globe Award für die beste Nebenrolle in einem TV-Film für Elizabeth I.
Ende März 2008 trat er in einer Nebenrolle als Lord Havelock Vetinari in der zweiten Realverfilmung gleich zweier Bücher des britischen Autors Terry Pratchett auf (The Colour of Magic und The Light Fantastic).
Im Jahr 2020 wurde Irons als Jury-Präsident der 70. Internationalen Filmfestspiele Berlin ausgewählt. Wegen seiner früheren umstrittenen Äußerungen, beispielsweise zu Abtreibung oder gleichgeschlechtlicher Ehe, gab es allerdings Kritik an der Entscheidung der neuen Festspielleitung.

## Privates
Seit 1978 ist Jeremy Irons mit der Schauspielerin Sinéad Cusack verheiratet. Das Paar hat zwei Söhne, Max Irons und Sam Irons. Im 1989 erschienenen Film Danny – Der Champion spielt sein Sohn Sam Irons die Titelrolle; Jeremy Irons übernahm die Rolle von Dannys Vater. 2012 stand er neben Alden Ehrenreich, Alice Englert, Emmy Rossum, Emma Thompson und Viola Davis im Drama Beautiful Creatures vor der Kamera.

## Deutsche Synchronstimme
In der deutschen Synchronisation sind abwechselnd Frank Glaubrecht und Thomas Fritsch seine Standardstimmen. Seit 2020 wird er zudem häufig von Lutz Riedel synchronisiert.

## Filmografie (Auswahl)
- 1977: Liebe zu Lydia (Love for Lydia) (Fernsehserie)
- 1980: Nijinski
- 1981: Wiedersehen mit Brideshead (Brideshead Revisited) (Fernsehmehrteiler)
- 1981: Die Geliebte des französischen Leutnants (The French Lieutenant’s Woman)
- 1982: Schwarzarbeit (Moonlighting)
- 1983: Betrug (Betrayal)
- 1983: Der Offizier und die Puppe (The Captain’s Doll)
- 1984: Die Wildente (The Wild Duck)
- 1984: Eine Liebe von Swann (Un amour de Swann)
- 1986: Mission (The Mission)
- 1988: Die Unzertrennlichen (Dead Ringers)
- 1989: Danny – Der Champion (Danny the Champion of the World)
- 1989: Alles nur Theater (A Chorus of Disapproval)
- 1989: Sehnsucht nach Australien (Australia)
- 1990: Der Amerikanische Bürgerkrieg (The Civil War)
- 1990: Die Affäre der Sunny von B. (Reversal of Fortune)
- 1991: Kafka
- 1992: Verhängnis (Damage)
- 1992: Waterland
- 1993: M. Butterfly
- 1993: Das Geisterhaus (The House of the Spirits)
- 1993: Geschichten aus Hollywood (Tales from Hollywood)
- 1994: Der König der Löwen (The Lion King) (Stimme für Scar im Original)
- 1995: Stirb langsam: Jetzt erst recht (Die Hard: With a Vengeance)
- 1996: Gefühl und Verführung (Stealing Beauty)
- 1997: Lolita
- 1997: Chinese Box
- 1998: Der Mann in der eisernen Maske (The Man in the Iron Mask)
- 2000: Dungeons & Dragons
- 2000: Der Längengrad (Longitude)
- 2001: Der vierte Engel (The Fourth Angel)
- 2002: The Time Machine
- 2002: And Now … Ladies & Gentlemen
- 2002: Callas Forever
- 2004: Being Julia
- 2004: Der Kaufmann von Venedig (The Merchant of Venice)
- 2005: Königreich der Himmel (Kingdom of Heaven)
- 2005: Casanova
- 2005: Elizabeth I
- 2006: Eragon – Das Vermächtnis der Drachenreiter (Eragon)
- 2006: Inland Empire
- 2008: The Color of Magic – Die Reise des Zauberers (The Color of Magic)
- 2008: Appaloosa
- 2009: Der rosarote Panther 2 (The Pink Panther 2)
- 2011: Law & Order: Special Victims Unit (Fernsehserie, 2 Folgen)
- 2011: Der große Crash – Margin Call (Margin Call)
- 2011–2013: Die Borgias (The Borgias, Fernsehserie, 29 Folgen)
- 2012: Henry IV (Teil 1 & 2)
- 2012: Der Dieb der Worte (The Words)
- 2013: Nachtzug nach Lissabon (Night Train to Lisbon)
- 2013: Beautiful Creatures – Eine unsterbliche Liebe (Beautiful Creatures)
- 2015: High-Rise
- 2015: Die Poesie des Unendlichen (The Man Who Knew Infinity)
- 2016: La corrispondenza
- 2016: Zeit für Legenden (Race)
- 2016: Batman v Superman: Dawn of Justice
- 2016: Assassin’s Creed
- 2017: Justice League
- 2018: Red Sparrow
- 2018: Better Start Running
- 2019: Watchmen (Fernsehserie)
- 2020: Liebe ist… (Love, Weddings & Other Disasters)
- 2021: Zack Snyder’s Justice League
- 2021: München – Im Angesicht des Krieges (Munich: The Edge of War)
- 2021: House of Gucci
- 2022: The Pentaverate (Miniserie)
- 2023: The Flash
- 2024: The Beekeeper

## Preise und Auszeichnungen
Jeremy Irons hat bisher 28 internationale Filmpreise gewonnen und wurde für 31 weitere nominiert. 2017 wurde er gemeinsam mit Isabelle Huppert mit dem Europäischen Theaterpreis ausgezeichnet. Es ist erst das zweite Mal – nach Michel Piccoli (2001) – dass Schauspieler mit diesem Preis ausgezeichnet wurden.
- 1991: Oscar als bester Hauptdarsteller für Die Affäre der Sunny von B.
- 1991: Golden Globe als bester Hauptdarsteller für Die Affäre der Sunny von B.
- 2023: Goldene Schallplatte in den Vereinigten Staaten für das Lied Be Prepared[6]